# Feldflieger-Abteilung 60
Feldflieger-Abteilung Nr. 60 – FFA 60 (Polowy oddział lotniczy nr 60) – jednostka obserwacyjna i rozpoznawcza lotnictwa niemieckiego Luftstreitkräfte z początkowego okresu I wojny światowej.
Jednostka została utworzona na początku I wojny światowej, w dniu 23 kwietnia 1915 roku w Fliegerersatz Abteilung Nr. 6 i weszła w skład większej jednostki Batalionu Lotniczego nr 1. Jednostka uczestniczyła w walkach na froncie wschodnim. 
17 lutego 1917 roku jednostka została przeformowana i zmieniona w Fliegerabteilung 275 (Artillerie) - (FA A 275).
W jednostce służył m.in. Oskar Lang. Albert Dietlen.